# It'z Icy
IT'z ICY là EP đầu tay của nhóm nhạc nữ Hàn Quốc ITZY, được phát hành vào ngày 29 tháng 7 năm 2019 bởi JYP Entertainment với bài hát chủ đề là "ICY". Album gồm hai phiên bản là "IT'z" và "ICY".

## Phát hành
Vào tháng 5 năm 2019, JYP Entertainment đã tổ chức một cuộc phỏng vấn và chính thức xác nhận rằng ITZY đang chuẩn bị trở lại vào tháng 7. Vào 6 giờ chiều (múi giờ GMT +9, tức 4 giờ chiều tại Việt Nam) ngày 29 tháng 7 năm 2019, mini-album IT'z ICY chính thức được phát hành.

## Quảng bá
IT'z ICY bắt đầu được quảng bá vào ngày 9 tháng 7 năm 2019 với poster teaser của cả nhóm. Các poster teaser của các thành viên lần lượt được hé lộ mỗi ngày từ ngày 14 đến ngày 18 với thứ tự Yeji, Lia, Ryujin, Chaeryeong và Yuna. Teaser cho video âm nhạc được đăng tải vào ngày 24 tháng 7. Ngày hôm sau, teaser video âm nhạc thứ hai và cũng là cuối cùng được đăng tải.
Vào ngày 2 tháng 8, video vũ đạo của bài hát "ICY" được đăng tải trên kênh YouTube chính thức của ITZY. Sau đó là video vũ đạo của bài "IT'z SUMMER" được đăng tải vào ngày 5/8. 

## Danh sách đĩa nhạc
| STT              | Nhan đề                       | Phổ lời                            | Phổ nhạc | Arrangement                            | Thời lượng |
| ---------------- | ----------------------------- | ---------------------------------- | --- | -------------------------------------- | ---------- |
| 1.               | "ICY"                         | J.Y. Park "The Asiansoul" Penomeco | J.Y. Park "The Asiansoul" Cazzi Opeia Ellen Berg Tollbom Daniel Caesar Ludwig Lindell Ashley Alisha (Joombas) Cameron Neilson Lauren Dyson | J.Y. Park "The Asiansoul" Lee Hae-seul | 3:11       |
| 2.               | "CHERRY"                      | Ellie Suh (153/Joombas)            | Michael Fonseca Mac Montgomery JAX Dan Henig                                                                                               | Omega & Demn                           | 3:10       |
| 3.               | "IT'z SUMMER"                 | JQ Shin Sae-rom Kako               | Poptime Kako | Poptime Kako                           | 3:18       |
| 4.               | "DALLA DALLA" (DallasK Remix) | Galactika                          | Galactika Athena | DallasK                                | 3:11       |
| 5.               | "WANT IT?" (Imad Royal Remix) | Lee Seu-ran Tommy Park             | Emile Ghantous Keith Hetrick Allison Gillis Aimee Proal Whitney Phillips Erin Beck                                                         | Emile Ghantous Keith Hetrick           | 3:28       |
| Tổng thời lượng: | Tổng thời lượng:              | Tổng thời lượng:                   | Tổng thời lượng: | Tổng thời lượng:                       | 16:21      |